# Alexandra Skoglund
Sofia Lovisa Alexandra Skoglund, född 22 oktober 1862 i Klara församling, Stockholm, död 12 februari 1938 i Matteus församling, Stockholm, var en svensk lärare och politiker.
Skoglund utexaminerades från Högre lärarinneseminariet i Stockholm 1882, avlade studentexamen 1883, blev filosofie kandidat 1886, filosofie licentiat 1899 samt filosofie doktor vid Uppsala universitet 1903 på avhandlingen De yngre Axelssönernas förbindelser med Sverige 1441-1487. Hon var verksam som lärarinna vid Nya Elementarskolan för flickor och Åhlinska skolan i Stockholm. Hon var sekreterare i Stockholms Humanistiska Förbund, i Fredrika-Bremer-Förbundets lagkommitté, i Svenska Kvinnors Nationalförbund och i Internationella Kvinnoförbundet. Hon var ordförande i Allmänna valmansförbundets centrala kvinnoråd från dess bildande 1920 och fram till sin död. Alexandra Skoglund var även engagerad i Landsföreningen för kvinnans politiska rösträtt (LKPR) och Sveriges Moderata Kvinnoförbund.